# 苏公塔
苏公塔（維吾爾語：سۇلايمان ۋاڭ مۇنارى‎），也被称为额敏塔（ئىمىن ۋاڭ مۇنارى）、额敏和卓报恩塔，是吐魯番回部札薩克多羅郡王額敏和卓為“報答天恩”而建的纪念建筑，由清真寺、宣礼塔、麻札等组成。苏公塔修建于清乾隆四十二年（1777年）前后，位于中华人民共和国新疆维吾尔自治区吐鲁番市高昌区。苏公塔是现存新疆境内最大的古塔建筑，同时也是中华人民共和国第三批全国重点文物保护单位。另外，额敏和卓造寺石碑被列入《第一批古代名碑名刻文物》。

## 背景历史

### 背景
17世纪中期，吐鲁番地方受到阿巴和加的叶尔羌汗国的影响，不过也向清政府的朝贡并进行贸易，吐鲁番的统治者名义上的地位和权威得以保持。17世纪末，准噶尔汗国开始攻击并统治了叶尔羌汗国，吐鲁番随之归附于准噶尔汗国，但依然保持着与清廷的朝贡与通商关系。康熙三十五年（1696年），随着哈密札萨克和硕亲王率部归附清廷，清政府收取吐鲁番的计划开始执行。康熙五十九年（1720年），靖逆将军富宁安进驻辟展，吐鲁番部族开始归附清政府，吐鲁番统治者察合台后裔阿克苏尔坦、宗教领袖额敏和卓先后率部降清。
不过当时清廷既无法彻底击败准噶尔汗国，又无力固守吐鲁番，加上康熙帝继承人之间的争斗，使得清军不得不从吐鲁番撤出。部分吐鲁番维吾尔人随清军撤回内地（被安置在今山西省左权县境内），未撤出的维吾尔人在额敏和卓的率领下，继续在鲁克沁一带屯田、生活。雍正九年（1731年），准噶尔部开始围困鲁克沁，围城超过40天，额敏和卓数次抵抗围城部队的进攻，直到清军抵达，准噶尔部方才退军。为避免继续受到准噶尔部的围困和袭扰，清廷再次向吐鲁番提出内迁计划，于是额敏和卓率吐鲁番维吾尔群众于雍正十年（1732年）十月开始，分批迁至瓜州，额敏和卓也因此被封为扎萨克辅国公。乾隆二十年（1755年），在清军击败达瓦齐的战役中，额敏和卓曾派出300名维吾尔士兵随军出征。乾隆二十一年（1756年），离乡数十载的吐鲁番居民回到了故土。回到吐鲁番的额敏和卓继续协助清军征讨大小和卓，参与库车之战、协助清军占领叶尔羌、喀什噶尔等南疆地区。额敏和卓先后进爵为贝勒、多罗郡王，并在紫光阁功臣像中有其像。

### 清额敏和卓造寺石碑与苏公塔建造

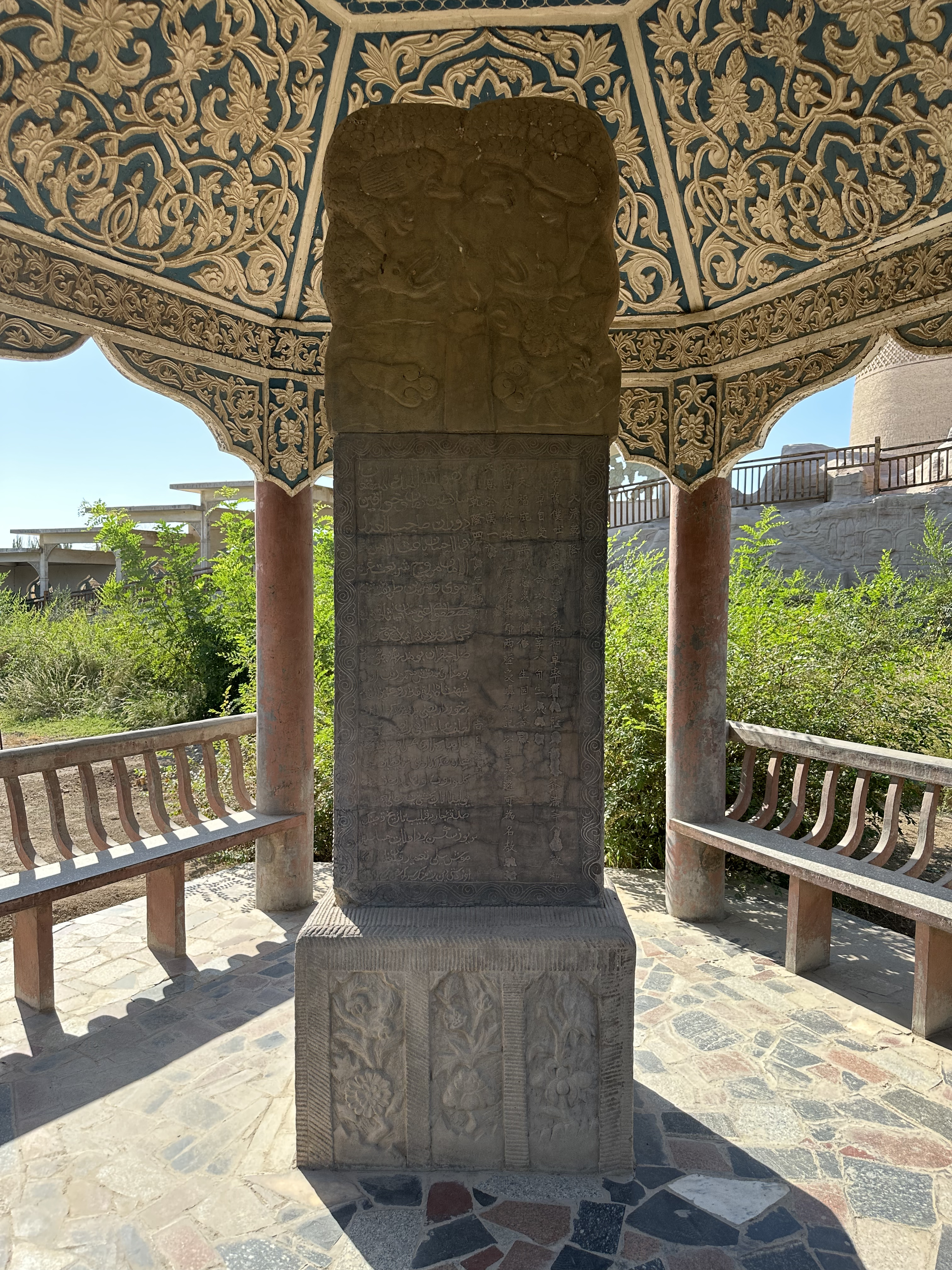
清额敏和卓造寺石碑

苏公塔门外侧立有石碑，用汉字和察合台文记载了修塔的历史。其汉文内容为“大清乾隆皇帝旧仆吐鲁番郡王额敏和卓率□扎萨克□苏赉𫞩等，念额敏和卓自受命以来，年享八旬三岁，□□上天福庇，并无纤息灾难，保佑群生，因此报答天恩虔修塔一座，费银七千两整。爰立碑记，以垂永远，可以名教。恭报天恩于万一矣 乾隆四十□年端月 吉日谨立”。察合台文所载内容大致为：在安拉的允许、恩赐和帮助下，在年满83岁的时候，为感谢真主，以善良且无限尊敬的心修建了这座有福祉且美丽的清真寺和塔。
碑文中一些字漫漶不清，其中纪年残缺一字，而察合台文中记载为回历1181年（1767年），使得苏公塔具体修建时间产生争议。部分学者认为苏公塔修建于乾隆四十三年（1778年），额敏和卓于乾隆四十二年病逝，苏公塔是额敏和卓的儿子苏赉满为纪念其父而修建，苏公塔之名也源于此。另外有学者认为苏公塔修建于乾隆四十二年（1777年），是额敏和卓为报清廷恩遇及颂扬真主所修之塔，因为碑文中“额敏和卓率□扎萨克□苏赉满”，因为世袭罔替，苏赉𫞩在额敏和卓去世后继位吐鲁番郡王，立碑时却仅称其为扎萨克，未提及其为郡王，若1778年立碑则与事实并不相符。另外，碑文中记载额敏和卓自出生到83岁，并无“纤息灾难”，与额敏和卓“病故”的事实不相符。察合台文的碑文回历“1181年”可能本应为回历“1191年”，即乾隆四十二年（1777年）。苏公塔的建设耗费七千两银，相传由维吾尔建筑师伊布拉音等人设计建造。

## 保护措施
1962年，苏公塔被列为新疆维吾尔自治区文物保护单位，1988年1月被中华人民共和国国务院列为第三批全国重点文物保护单位。在同一年进行的第二次文物普查中，苏公塔被调查并建档。20世纪90年代开始，吐鲁番开始对苏公塔周边环境进行改造，苏公塔保护范围内的工业烟囱被拆除，农民用地也被征迁。90年代末，苏公塔文物管理所成立，并开始修建文物展厅及绿化周边区域。2000年7月，苏公塔周边环境的改造及拓展工程竣工，新疆维吾尔自治区人大常委副委员长铁木尔·达瓦买提等自治区领导参加竣工剪彩。2005年8月，苏公塔二期拓展工程竣工。2010年以后，为宣传文化和自然遗产保护，多次举办如“夜读苏公塔”等活动。2023年，额敏和卓造寺石碑被列入《第一批古代名碑名刻文物名录》。
苏公塔虽然保存良好，但依然面临风险并存在一些问题。吐鲁番是风灾多发区，风灾袭击是影响苏公塔安全的因素之一，2010年4月，超过19万人受灾的吐鲁番四二三风灾发生，在此次风灾中苏公塔清真寺的一面墙曾被刮倒。除了风灾，人为破坏也是破坏苏公塔的因素，无论是塔身下部的青砖还是清真寺内部的墙壁都留有大量人为刻划的痕迹。虽然文管所时常对苏公塔进行维护，但青砖和清真寺围墙依然会出现不同程度的裂缝。

## 建筑
苏公塔位于中华人民共和国新疆维吾尔自治区吐鲁番市东南郊的葡萄镇木纳尔村的一处高台之上，距离市区2千米。苏公塔西北侧是维吾尔族群众的民宅和耕地，东侧有公路，周边种植有葡萄等农作物。苏公塔塔身与附属建筑占地2500平方米，建筑坐西向东，是伊斯兰陵墓和清真寺结合的伊斯兰建筑。苏公塔即没有采取伊斯兰陵墓对称的特点，也未采用吐鲁番地区常见的清真寺形制。与新疆其他伊斯兰建筑不同的是，苏公塔并未用任何花卉纹样作为装饰，而且建筑群仅采用木材、生土、土砖等为种类不多的建筑材料。苏公塔主要由门殿、礼拜大殿、宣礼塔等建筑构成。

### 门殿
从苏公塔前的广场拾级而上会先到达一处月台，正对面的是苏公塔门殿和宣礼塔，门殿由生土墙体建造。门殿正面采用了伊斯兰建筑的经典样式，即长方形屏风墙式。占据正面面积二分之一部分的大龛顶为桃尖拱券，下为门扇、门额，并有铭文、饰拱等。大门两侧的小凹龛各占正面面积四分之一，小凹龛分为五层，大小并不统一，其中有两格装饰有隐砌小拱。大龛上部为七个并列的分格，其内各有一个真拱。门殿侧立面也有与正面类似的小凹龛。进入大门后是前小后大的两处过厅，其左侧连通着宣礼塔并连接有休息厅、待宾厅等附属空间，右侧为壁龛，直行可抵达礼拜大殿。两间厅为穹窿顶，下部为方形平面。和新疆其他清真寺不同的是苏公塔门殿并没有扶壁塔。

### 宣礼塔
宣礼塔是苏公塔的纪念标志建筑，位于苏公塔南侧。宣礼塔大致为纺锤形，通高36.5米，塔身34.48米，自下而上的横截面半径逐渐减小，底部圆直径11.5米，其顶部有浑圆的顶盖，顶盖上有塔刹，上部圆直径3.8米。塔内既没有基石，也未使用木料，其重量完全由正中的砖砌实心柱支撑，塔内有螺旋式72级台阶可至塔顶，其由中柱与塔壁共同叠砌的踏步构成，每个踏步有木边框保护，防止踏步磨损。
10余个通风窗在塔基到塔顶的不同高度和方向分布，其顶部的阁楼开有4处棂窗，可登临眺望。宣礼塔塔身由黄土砖叠砌而成，每块土砖尺寸、色彩、形状基本一致。不过工匠通过改变其叠砌方向、砌法、排列，使得塔壁从底部到顶部分布有三角纹、水波纹、菱格纹等十余种几何图案，其中变体多瓣花纹位于塔壁中部，将塔壁花饰分为上下两层。另外，在不同纹饰的分界处有带状环箍。

### 礼拜大殿
礼拜殿整体面积约2300平方米。大殿正东有顶部为穹窿顶的圣殿，与同为穹窿顶的门殿过厅相对应，圣殿采用生土墙砌筑，圣殿西墙设有圣龛，有古兰经文作为装饰。礼拜大殿南北两侧各有20个相连的小礼拜殿，同样为生土建造，其顶部是方形平面，上有穹窿顶，礼拜大殿有拱形门洞相通。礼拜大殿面阔9间，进深11间，平面略呈方形，可容纳近千人同时礼拜，整个大厅要高于两侧的小礼拜殿。礼拜大殿以列柱厅为主，共32根柱子。礼拜殿四周采光处较少，主要的采光依靠大殿顶部凸起的木质天窗。礼拜大殿墙壁采用简洁的双层壁龛装饰，包括14个壁龛和21个与其结合的长方形装饰。礼拜殿有几十个穹窿顶，但并未暴露在外，四周有高墙封挡，墙面也未做复杂装饰。
麻札（墓地）位于苏公塔南侧和西侧的高台之下，额敏家族及家族其他人近百人埋葬于此。

## 图片
| - 苏公塔文保碑 - 苏公塔远景 - 苏公塔陈列馆 - 苏公塔 - 从苏公塔宣礼塔内向外看 - 苏公塔内部 - 苏公塔内部顶 - 苏公塔大门 - 从苏公塔内部看向大门 - 既可以看到凸出的天窗，也可以看到小礼拜殿的穹窿顶 - 苏公塔内的麻札 |